# 武宗元
武宗元（約980年—1050年），字 總之，河南白波（今河南孟津）人，官虞部員外郎。武宗元是北宋道釋人物畫家，吳道子畫風追隨者。畫作表現道教題材，擅畫佛道鬼神。武宗元以白描畫展示眾多仙人仙女，飄然列隊而行，如行雲流水，極為生動。武宗元被稱為「白描大師」。 宗元亦曾為玉清昭應宮、上清宮、南宮、三聖宮等作壁畫。

## 作品傳世
- 《朝元仙仗圖》

## 外部參考
1. ↑  Wu Zong Yuan 的存檔，存档日期2010-01-07.
2. ↑  古代書畫名家 - 武宗元 的存檔，存档日期2016-03-04.